# Кавати (линейный корабль)
«Кавати» (яп. 河内, англ. Kawachi, в некоторых русскоязычных источниках «Кавачи») — японский линкор, головной линкор типа «Кавати». Построен на верфи Курэ в префектуре Хиросима, спущен на воду в 1910 году, введен в строй в 1912 году. Назван в честь исторической провинции Кавати (часть территории современной префектуры Осака).
Отличался от однотипного «Сэтцу» по силуэту корпуса: у «Кавати» вертикальный штевень, у «Сэтцу» — атлантический (наклонный).
«Кавати» был частью кораблестроительной программы 1907 года; Япония собиралась построить в общей сумме восемь новых дредноутов на случай конфликта с Россией или США (см. программа «восемь-восемь»). Орудия для носовой и кормовой башни (305 мм/50 калибров) были заказаны у английской фирмы Armstrong Whitworth, а паровые турбины Curtis американского образца были построены в Японии по лицензии.
В Первой мировой войне «Кавати» патрулировал Жёлтое и Южно-Китайское море, вместе с однотипным «Сэтцу» принял участие в осаде Циндао.
Корабль не дослужил до конца войны. 12 июля 1918 года, когда «Кавати» стоял на якоре в заливе Токуяма, в пороховом погребе взорвался кордит. Корабль затонул, погиб 621 человек из 1059, находившихся на борту. Впоследствии был поднят со дна и разобран на металл.